# Ozero Mozjejskoje
Ozero Mozjejskoje (ryska: Озеро Можейское) är en sjö i Belarus.   Den ligger i voblasten Vitsebsks voblast, i den norra delen av landet, 150 km norr om huvudstaden Minsk. Ozero Mozjejskoje ligger 130 meter över havet. Arean är 0,56 kvadratkilometer. Den sträcker sig 1,0 kilometer i nord-sydlig riktning, och 0,9 kilometer i öst-västlig riktning.
Omgivningarna runt Ozero Mozjejskoje är en mosaik av jordbruksmark och naturlig växtlighet. Runt Ozero Mozjejskoje är det ganska glesbefolkat, med 22 invånare per kvadratkilometer.